# Jacques Merlet
Pour les articles homonymes, voir Merlet.
Jacques Merlet, né le 5 décembre 1931 à Sainte-Foy-la-Grande (Gironde) et mort le 2 août 2014 à Paris, est un musicologue, animateur et producteur de radio français, spécialiste de l'orgue et de la musique baroque.

## Biographie
Jeune, Jacques Merlet se passionne pour les orgues et réalise le sens historique des instruments anciens. Il poursuit des études de droit et développe ses connaissances sur les orgues en parallèle, voyageant à la découverte d'autres orgues à travers l'Europe. Rentré dans les rangs de l'armée, il sert an Algérie, y découvre les sonorités locales, et s'ouvre à l'ethnomusicologie.
À sa sortie de l'armée, Jacques Merlet s'engage dans la restauration et la conservation d'orgues détériorés ou saccagés, et se voit confier à la fin des années 1960 la production de l'émission Renaissances des orgues en France sur France Culture. Il utilise son micro pour découvrir de nouveaux talents de musique ancienne et contribue à faire connaître le mouvement des baroqueux. Dans les années 1980 et 1990, Jacques Merlet anime Les muses en dialogue puis Le dialogue des muses sur France Musique.
En 1972, Jacques Merlet contribue au disque Orgues des Baléares (édité par Harmonia Mundi) en rédigeant les notes éditoriales.
En novembre 2000, Jacques Merlet est frappé par une attaque cérébrale lors d'un concert, et perd une partie de sa motricité et sa parole. Il suit alors un programme de rééducation qui porte ses fruits mais est atteint d'une seconde attaque en 2005 qui met fin aux espoirs de rétablissement.
Jacques Merlet meurt le 2 août 2014 des suites d'une maladie respiratoire. Le 4 août, Renaud Machart et Thierry Beauvert lui rendent hommage sur France Musique. Serge Schoonbroodt lui rédige également un texte d'hommage.

## Prix et récompenses
- Médaille de la Confrérie de la Lamproie de la ville de Sainte-Terre (1998)[2]
- Chevalier de l'ordre des Arts et des Lettres (2003)[3].